# Alain Boghossian
Pour les articles homonymes, voir Boghossian.
Alain Boghossian, né le 27 octobre 1970 à Digne-les-Bains, est un footballeur international français, possédant également la nationalité arménienne.
Après avoir commencé sa carrière à l'Olympique de Marseille, c'est en Italie que Alain Boghossian passe la plus grande partie de sa carrière au SSC Naples puis à l'UC Sampdoria tout d'abord mais surtout au Parme FC ensuite où il passe quatre saisons et joue plus de cent match avant de terminer sa carrière de joueur à l'Espanyol de Barcelone.
Sélectionné en équipe de France entre 1997 et 2002 et Champion du monde en 1998, il est de 2008 à 2012 l'adjoint des sélectionneurs Raymond Domenech puis Laurent Blanc.

## Biographie

### Joueur
Le début de carrière de Boghossian est ardu : formé à l'Olympique de Marseille, club alors à l'effectif pléthorique, Alain Boghossian est prêté une saison au FC Istres, en deuxième division. Il ne dispute son premier match en première division qu'à l'âge de 23 ans. 
Après la relégation de l'OM en 1994, il décide de quitter la France, ce qui est alors rare pour un joueur français, et signe au SSC Naples. Il y joue régulièrement mais y est victime d'une rupture du ligament antérieur du genou droit, ce qui le freine dans sa progression. 
Son transfert à la Sampdoria de Gênes en 1997 relance sa carrière. Il s'y impose et ses performances lui valent d'être appelé par Aimé Jacquet pour la Coupe du monde 1998. Lors de la compétition, Alain Boghossian n'est titulaire qu'une seule fois, lors du deuxième match de la phase de poule, mais il remplace Emmanuel Petit à trois reprises puis Christian Karembeu durant la finale. Il ne déçoit jamais sur et en dehors du terrain, répondant au défi physique et apportant le second souffle nécessaire en cours de partie.
Après la compétition, il signe au Parme FC, alors un club italien ambitieux, où il retrouve son compatriote Lilian Thuram. Il y remportent notamment la Coupe UEFA en 1999 face à l'Olympique de Marseille, et la Coupe d'Italie en 1999 et 2002. Il est cependant régulièrement blessé et manque l'Euro 2000, remporté par la France, après une nouvelle rupture du ligament antérieur du genou droit, mais participe à la Coupe du monde 2002 au Japon et en Corée du Sud. 
En 2002 il quitte Parme et signe à l'Espanyol de Barcelone. Après une saison où il ne joue que six matchs, il met fin à sa carrière de footballeur en octobre 2003 à la suite d'une nouvelle blessure.

### Entraîneur et consultant
Boghossian se lance dans l'encadrement. En mai 2006, il obtient le DEPF (diplôme d'entraîneur professionnel), plus haut diplôme d'entraîneur en France, dont il est le major de sa promotion. En juillet 2008, la Fédération française de football l'engage à la direction technique nationale et le nomme adjoint du sélectionneur de l'équipe de France, Raymond Domenech, pour épauler une sélection nationale en difficulté après l'Euro 2008. Il reste en poste lors de l'arrivée de Laurent Blanc, son ancien coéquipier avec les Bleus, à la tête de l'équipe de France en 2010. Après l'Euro 2012, au moment de l'arrivée de Didier Deschamps au poste de sélectionneur, il n'est pas reconduit comme adjoint.
Il consacre beaucoup de temps à la pratique du golf. Il participe même à l'épreuve professionnelle du Masters 13 sur l'Alps Tour de 2007. La fédération française de golf le nomme capitaine de l'équipe de France des boys (Levy, Watel, Dubuisson)[Quoi ?].
En 2014, il rejoint Eurosport pour commenter la Ligue 2 aux côtés de Christophe Bureau. Après avoir participé à 100 % foot sur W9 pour la Ligue Europa, il rejoint RTL en juin 2018 comme consultant pour la Coupe du monde 2018.
Il participe également à des séminaires de cohésion d'équipe en entreprise en mettant à profit son expérience de sportif .

## Style de jeu
La polyvalence, l'abnégation et l'endurance sont les principaux atouts d'Alain Boghossian pendant sa carrière, ainsi que sa « rage de vaincre » et son absence de complexe. Bon récupérateur, il est également à l'aise dans la distribution du jeu et, en phase de conclusion, peut montrer des gestes de véritable buteur. Il a cependant du mal à canaliser son énergie, perdant en lucidité.

## Statistiques

### Joueur
| Saison                | Club                   | Championnat           | Championnat | Championnat | Coupe(s) nationale(s) | Coupe(s) nationale(s) | Supercoupe | Supercoupe | Compétition(s) continentale(s) | Compétition(s) continentale(s) | Compétition(s) continentale(s) | France | France | Total | Total |
| Saison                | Club                   | Division              | M.          | B.          | M.                    | B.                    | M.         | B.         | Comp.                          | M.                             | B.                             | M.     | B.     | M.    | B.    |
| 1992-1993             | FC Istres (prêt)       | Division 2            | 33          | 8           | -                     | -                     | -          | -          | -                              | -                              | -                              | -      | -      | 33    | 8     |
| Sous-total            | Sous-total             | Sous-total            | 33          | 8           | -                     | -                     | -          | -          | -                              | -                              | -                              | -      | -      | 33    | 8     |
| 1993-1994             | Olympique de Marseille | Division 1            | 28          | 2           | 3                     | 1                     | -          | -          | -                              | -                              | -                              | -      | -      | 31    | 3     |
| Sous-total            | Sous-total             | Sous-total            | 28          | 2           | 3                     | 1                     | -          | -          | -                              | -                              | -                              | -      | -      | 31    | 3     |
| 1994-1995             | SSC Naples             | Serie A               | 9           | 1           | -                     | -                     | -          | -          | C3                             | 4                              | 0                              | -      | -      | 13    | 1     |
| 1995-1996             | SSC Naples             | Serie A               | 23          | 2           | -                     | -                     | -          | -          | -                              | -                              | -                              | -      | -      | 23    | 2     |
| 1996-1997             | SSC Naples             | Serie A               | 22          | 2           | 5                     | 0                     | -          | -          | -                              | -                              | -                              | -      | -      | 27    | 2     |
| Sous-total            | Sous-total             | Sous-total            | 54          | 5           | 5                     | 0                     | -          | -          | -                              | 4                              | 0                              | -      | -      | 63    | 5     |
| 1997-1998             | Sampdoria Gênes        | Serie A               | 31          | 6           | 3                     | 1                     | -          | -          | C3                             | 2                              | 1                              | 10     | 0      | 46    | 8     |
| Sous-total            | Sous-total             | Sous-total            | 31          | 6           | 3                     | 1                     | -          | -          | -                              | 2                              | 1                              | 10     | 0      | 46    | 8     |
| 1998-1999             | Parme AC               | Serie A               | 24          | 3           | 6                     | 1                     | -          | -          | C3                             | 8                              | 1                              | 9      | 2      | 47    | 7     |
| 1999-2000             | Parme AC               | Serie A               | 11          | 3           | -                     | -                     | 1          | 1          | C1+C3                          | 2+4                            | 0+1                            | 3      | 0      | 21    | 5     |
| 2000-2001             | Parme AC               | Serie A               | 12          | 0           | 1                     | 0                     | -          | -          | C3                             | 3                              | 0                              | -      | -      | 16    | 0     |
| 2001-2002             | Parme AC               | Serie A               | 20          | 1           | 4                     | 0                     | -          | -          | C1+C3                          | 1+5                            | 0+0                            | 4      | 0      | 34    | 1     |
| Sous-total            | Sous-total             | Sous-total            | 67          | 7           | 11                    | 1                     | 1          | 1          | -                              | 23                             | 2                              | 16     | 0      | 118   | 11    |
| 2002-2003             | Espanyol de Barcelone  | Liga                  | 5           | 0           | 1                     | 0                     | -          | -          | -                              | -                              | -                              | -      | -      | 6     | 0     |
| Sous-total            | Sous-total             | Sous-total            | 5           | 0           | 1                     | 0                     | -          | -          | -                              | -                              | -                              | -      | -      | 6     | 0     |
| Total sur la carrière | Total sur la carrière  | Total sur la carrière | 218         | 28          | 23                    | 3                     | 1          | 1          | -                              | 29                             | 3                              | 26     | 2      | 297   | 37    |

### Buts internationaux
| 0     | Date                                                                                                   | Lieu                                                                                                   | Compétition                                                                                            | Résultat                                                                                               | Adversaire                                                                                             | Détail                                                                                                 | Détail                                                                                                 | Détail                                                                                                 | Sél.                                                                                                   |
| ----- | --- | --- | --- | --- | --- | --- | --- | --- | --- |
| 1er   | 19 août 1998                                                                                           | Stade Ernst-Happel, Vienne, Autriche                                                                   | Match amical                                                                                           | N 2 - 2                                                                                                | Autriche                                                                                               | 83e | de la tête                                                                                             | 2-2 | 12e |
| 2e    | 10 octobre 1998                                                                                        | Stade Loujniki, Moscou, Russie                                                                         | Éliminatoires de l'Euro 2000                                                                           | V 3 - 2                                                                                                | Russie                                                                                                 | 81e | du pied droit                                                                                          | 3-2 | 13e |
| Total | 2 buts (1 de la tête et 1 du pied droit), en 26 sélections entre le 11 octobre 1997 et le 18 mai 2002. | 2 buts (1 de la tête et 1 du pied droit), en 26 sélections entre le 11 octobre 1997 et le 18 mai 2002. | 2 buts (1 de la tête et 1 du pied droit), en 26 sélections entre le 11 octobre 1997 et le 18 mai 2002. | 2 buts (1 de la tête et 1 du pied droit), en 26 sélections entre le 11 octobre 1997 et le 18 mai 2002. | 2 buts (1 de la tête et 1 du pied droit), en 26 sélections entre le 11 octobre 1997 et le 18 mai 2002. | 2 buts (1 de la tête et 1 du pied droit), en 26 sélections entre le 11 octobre 1997 et le 18 mai 2002. | 2 buts (1 de la tête et 1 du pied droit), en 26 sélections entre le 11 octobre 1997 et le 18 mai 2002. | 2 buts (1 de la tête et 1 du pied droit), en 26 sélections entre le 11 octobre 1997 et le 18 mai 2002. | 2 buts (1 de la tête et 1 du pied droit), en 26 sélections entre le 11 octobre 1997 et le 18 mai 2002. |

### Matches internationaux
| Matches internationaux d'Alain Boghossian | Matches internationaux d'Alain Boghossian | Matches internationaux d'Alain Boghossian      | Matches internationaux d'Alain Boghossian | Matches internationaux d'Alain Boghossian | Matches internationaux d'Alain Boghossian    | Matches internationaux d'Alain Boghossian                              |
| #                                         | Date                                      | Lieu                                           | Adversaire                                | Résultat                                  | Compétition                                  | Notes                                                                  |
| ----------------------------------------- | ----------------------------------------- | ---------------------------------------------- | ----------------------------------------- | ----------------------------------------- | -------------------------------------------- | ---------------------------------------------------------------------- |
| 1                                         | 11 octobre 1997                           | Stade Bollaert, Lens, France                   | Afrique du Sud                            | V 2 - 1                                   | Match amical                                 | Entre en jeu à la place d'Emmanuel Petit à la 31e minute.              |
| 2                                         | 12 novembre 1997                          | Stade Geoffroy-Guichard, Saint-Étienne, France | Écosse                                    | V 2 - 1                                   | Match amical                                 | Entre en jeu à la place d'Emmanuel Petit à la 73e minute.              |
| 3                                         | 28 janvier 1998                           | Stade de France, Saint-Denis, France           | Espagne                                   | V 1 - 0                                   | Match amical                                 | Titulaire.                                                             |
| 4                                         | 25 février 1998                           | Stade Vélodrome, Marseille, France             | Norvège                                   | N 3 - 3                                   | Match amical                                 | Titulaire.                                                             |
| 5                                         | 25 mars 1998                              | Stade Dynamo, Moscou, Russie                   | Russie                                    | D 0 - 1                                   | Match amical                                 | Entre en jeu à la place de Didier Deschamps à la 46e minute.           |
| 6                                         | 29 mai 1998                               | Stade Mohammed-V, Casablanca, Maroc            | Maroc                                     | N 2 - 2 5-6 t.a.b                         | Tournoi Hassan II 1998                       | Titulaire.                                                             |
| 7                                         | 12 juin 1998                              | Stade Vélodrome, Marseille, France             | Afrique du Sud                            | V 3 - 0                                   | Premier tour de la Coupe du monde 1998       | Entre en jeu à la place d'Emmanuel Petit à la 73e minute.              |
| 8                                         | 18 juin 1998                              | Stade de France, Saint-Denis, France           | Arabie saoudite                           | V 4 - 0                                   | Premier tour de la Coupe du monde 1998       | Titulaire.                                                             |
| 9                                         | 24 juin 1998                              | Stade de Gerland, Lyon, France                 | Danemark                                  | V 2 - 1                                   | Premier tour de la Coupe du monde 1998       | Entre en jeu à la place d'Emmanuel Petit à la 65e minute.              |
| 10                                        | 28 juin 1998                              | Stade Bollaert, Lens, France                   | Paraguay                                  | V 1 - 0 b.e.o                             | Huitième de finale de la Coupe du monde 1998 | Entre en jeu à la place d'Emmanuel Petit à la 70e minute.              |
| 11                                        | 12 juillet 1998                           | Stade de France, Saint-Denis, France           | Brésil                                    | V 3 - 0                                   | Finale de la Coupe du monde 1998             | Entre en jeu à la place de Christian Karembeu à la 57e minute.         |
| 12                                        | 19 août 1998                              | Stade Ernst-Happel, Vienne, Autriche           | Autriche                                  | N 2 - 2                                   | Match amical                                 | Titulaire et buteur.                                                   |
| 13                                        | 10 octobre 1998                           | Stade Loujniki, Moscou, Russie                 | Russie                                    | V 3 - 2                                   | Éliminatoires de l'Euro 2000                 | Entre en jeu à la place d'Emmanuel Petit à la 46e minute, puis buteur. |
| 14                                        | 14 octobre 1998                           | Stade de France, Saint-Denis, France           | Andorre                                   | V 2 - 0                                   | Éliminatoires de l'Euro 2000                 | Entre en jeu à la place de Youri Djorkaeff à la 83e minute.            |
| 15                                        | 20 janvier 1999                           | Stade Vélodrome, Marseille, France             | Maroc                                     | V 1 - 0                                   | Match amical                                 | Titulaire.                                                             |
| 16                                        | 27 mars 1999                              | Stade de France, Saint-Denis, France           | Ukraine                                   | N 0 - 0                                   | Éliminatoires de l'Euro 2000                 | Entre en jeu à la place d'Emmanuel Petit à la 78e minute.              |
| 17                                        | 31 mars 1999                              | Stade de France, Saint-Denis, France           | Arménie                                   | V 2 - 0                                   | Éliminatoires de l'Euro 2000                 | Titulaire.                                                             |
| 18                                        | 5 juin 1999                               | Stade de France, Saint-Denis, France           | Russie                                    | D 2 - 3                                   | Éliminatoires de l'Euro 2000                 | Entre en jeu à la place de Youri Djorkaeff à la 96e minute.            |
| 19                                        | 9 juin 1999                               | Stade de Montjuïc, Barcelone, Espagne          | Andorre                                   | V 1 - 0                                   | Éliminatoires de l'Euro 2000                 | Titulaire.                                                             |
| 20                                        | 18 août 1999                              | Windsor Park, Belfast, Irlande du Nord         | Irlande du Nord                           | V 1 - 0                                   | Match amical                                 | Titulaire.                                                             |
| 21                                        | 9 octobre 1999                            | Stade de France, Saint-Denis, France           | Islande                                   | V 3 - 2                                   | Éliminatoires de l'Euro 2000                 | Titulaire, remplacé par Patrick Vieira à la 94e minute.                |
| 22                                        | 13 novembre 1999                          | Stade de France, Saint-Denis, France           | Croatie                                   | V 3 - 0                                   | Match amical                                 | Titulaire, remplacé par Frédéric Déhu à la 73e minute.                 |
| 23                                        | 11 novembre 2001                          | Cricket Ground, Melbourne, Australie           | Australie                                 | N 1 - 1                                   | Match amical                                 | Entre en jeu à la place de Zinédine Zidane à la 81e minute.            |
| 24                                        | 13 février 2002                           | Stade de France, Saint-Denis, France           | Roumanie                                  | V 2 - 1                                   | Match amical                                 | Entre en jeu à la place de Patrick Vieira à la 46e minute.             |
| 25                                        | 17 avril 2002                             | Stade de France, Saint-Denis, France           | Russie                                    | N 0 - 0                                   | Match amical                                 | Entre en jeu à la place d'Emmanuel Petit à la 62e minute.              |
| 26                                        | 18 mai 2002                               | Stade de France, Saint-Denis, France           | Belgique                                  | D 1 - 2                                   | Match amical                                 | Entre en jeu à la place de Sylvain Wiltord à la 80e minute.            |

### Entraîneur
| Saison      | Équipe           | Poste              | Matchs | Victoires | Nuls | Défaites |
| ----------- | ---------------- | ------------------ | ------ | --------- | ---- | -------- |
| 2008 - 2009 | Équipe de France | Entraîneur adjoint | 11     | 6         | 2    | 3        |
| 2009 - 2010 | Équipe de France | Entraîneur adjoint | 14     | 5         | 5    | 4        |
| 2010 - 2012 | Équipe de France | Entraîneur adjoint | 10     | 7         | 1    | 2        |

## Palmarès joueur

### En club et sélections
| Olympique de Marseille                           | SSC Naples                          | Parme FC (4) | Équipe de France (1)                                                      |
| ------------------------------------------------ | ----------------------------------- | --- | ------------------------------------------------------------------------- |
| - Championnat de France : - Vice-champion : 1994 | - Coupe d'Italie - Finaliste : 1997 | - Coupe de l'UEFA - Vainqueur : 1999 - Supercoupe d'Italie - Vainqueur : 1999 - Coupe d'Italie - Vainqueur : 1999 et 2002 | - Coupe du Monde - Vainqueur : 1998 - Tournoi Hassan II - Vainqueur :1998 |

## Décoration
Avec tous les autres joueurs de l'équipe de France, il est fait chevalier de la Légion d'honneur le 1er septembre 1998.

## Hommages
Le 14 juillet 2008, un terrain de foot Alain Boghossian est inauguré au stade Grabinski de Saint-Auban à Château-Arnoux-Saint-Auban. Comme enfant du pays, Alain y a usé ses premiers crampons, avant de rejoindre l'Olympique de Marseille.